# Federación Atlética Amateur de Anguila

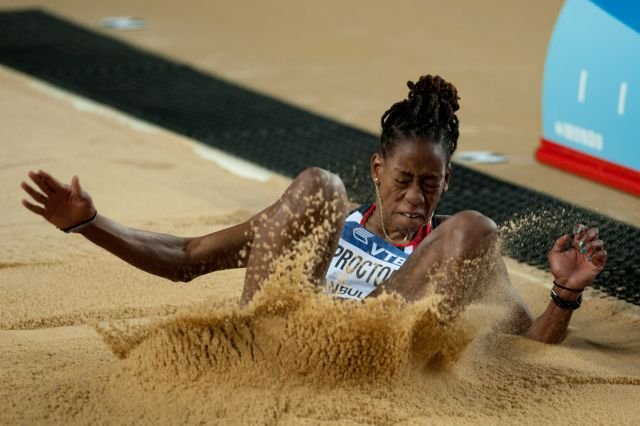
Shara Proctor en Estambul, 2012

La Federación Atlética Amateur de Anguila o Anguilla Amateur Athletic Federation (AAAF) es el organismo rector del deporte del atletismo en Anguila con sede en The Valley. Fue fundada en 1978, afiliándose a la IAAF ese mismo año. La presidenta actual es Lorna Rogers.

## Afiliaciones
La AAAF es miembro de las siguientes organizaciones internacionales:
- Asociación Internacional de Federaciones de Atletismo (IAAF)
- Asociación de Atletismo de Norteamérica, Centroamérica y el Caribe (NACAC)
- Asociación Panamericana de Atletismo (APA)
- Confederación Centroamericana y del Caribe de Atletismo (CACAC)
- Asociación de Atletismo de las Islas de Sotavento (LIAA)

### Reconocimiento olímpico
No hay un comité olímpico separado en Anguila, pues Anguila es un territorio británico de ultramar, no un estado independiente. Por lo tanto, los atletas de Anguila no tienen derecho a representar a Anguila de forma independiente en los Juegos Olímpicos, pero pueden competir por Gran Bretaña, ya sea mientras mantienen la calificación de Anguila para los eventos de la IAAF, o como todos los anguilanos tienen derecho a un pasaporte británico, transfiriendo la lealtad a Gran Bretaña para todos los eventos.
La saltadora de longitud nacida en Anguila, Shara Proctor, aprovechó esta última opción para representar a Gran Bretaña tanto en los Juegos Olímpicos de Londres 2012 como en los Campeonato mundial de 2013. El atleta local, Zharnel Hughes, ha indicado que podría tomar una decisión similar.